# Jaroslav Sytchev
Jaroslav Sytchev, Jaroszlav Szicsev (oroszul: Ярослав Игоревич Сычев; Nalcsik, 1975. szeptember 9. – Miskolc, 2021. szeptember 19.) okleveles vegyészmérnök, anyagtudós, a Miskolci Egyetem kutatója.

## Élete, munkássága

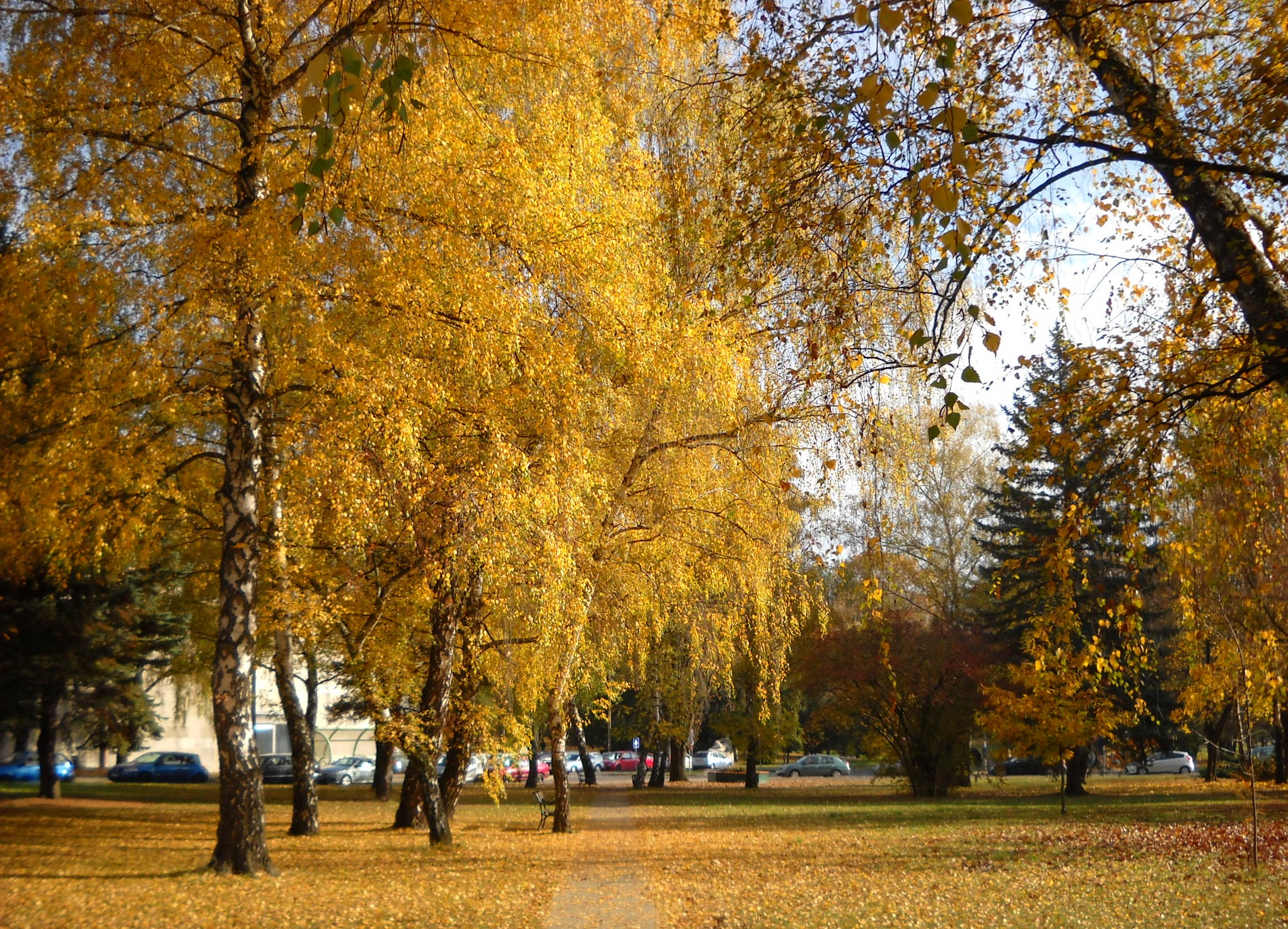
Az egyetem egyik bejárata

1997-ben elvégezte a Kabard-Balkár Állami Tudományegyetemet (Nalcsik), okleveles vegyész és kémia szakos tanár képesítést kapott. Ezt követően a Miskolci Egyetem doktorandusz hallgatója, Kaptay György volt a témavezetője a Fizikai Kémia Tanszéken. 2006-ban a Kubáni Állami Tudományegyetemen (Krasznodar) védte meg Электрохимический синтез углеродных нанотрубок в ионных расплавах című kandidátusi értekezését és szerezte meg a kémiatudomány kandidátusa tudományos fokozatot (oroszul: кандидат химических наук).
2004-től a Fémtani, Képlékenyalakítási és Nanotechnológiai Intézet (Miskolci Egyetem) munkatársa. 2006 és 2010 között a Bay Zoltán Alkalmazott Kutatási Közalapítvány Nanotechnológia Kutató Intézetben dolgozott, majd 2011-től a Bay Zoltán Alkalmazott Kutatási Közhasznú Nonprofit Kft. kutatója.

### Halála

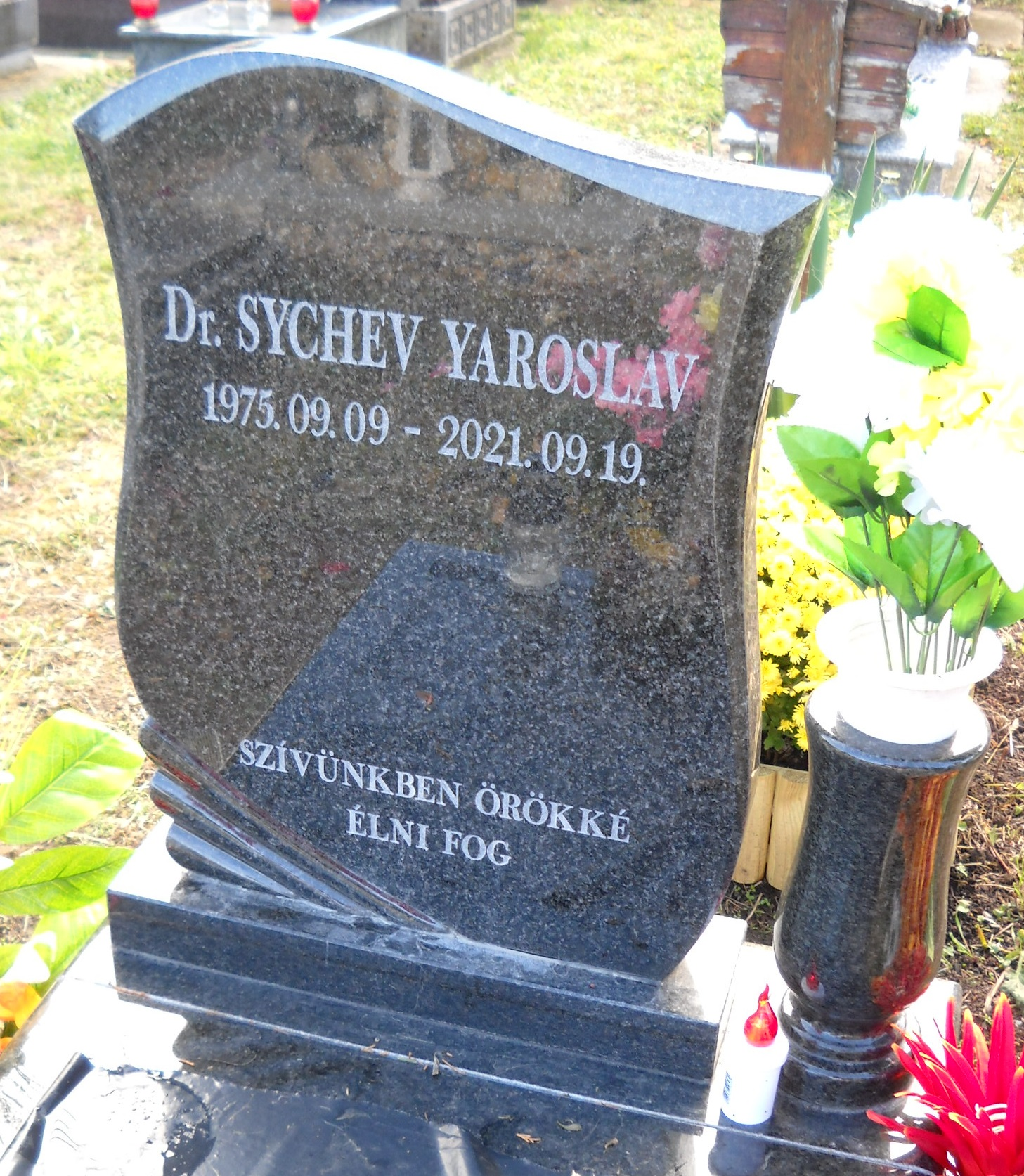
Sírja

Életének 47. esztendejében hunyt el. A miskolci Szentpéteri kapui köztemetőben helyezték örök nyugalomra (18. parcella, 21. sor, 4. sír).

## Fő kutatási területei
- Szénnanocsövek előállítása elektrokémiai módszerrel.
- Szénnanoanyagokkal erősített alumínium alapú kompozitok előállítása.
- Nemvezető szemcsék és felületek fémmel való bevonása.
- Átmenetifém-boridok elektrokémiai szintézise.
- Ritkaföldfémek elektrokémiája.

## Jelentősebb publikációi
Társszerzőként:

### Könyvei
- Bevezetés a nanotechnológia világába - Nanotechnológiai tananyagok[8][9]

### Cikkei
- Sytchev, J; Borisenko, N; Kaptay, G: Intercalation of lithium into graphite as the first step to produce carbon nanotubes in an electrochemical way. MATERIALS SCIENCE FORUM 473-474 pp. 147-152. , 6 p. (2005)
- Sytchev, J; Kaptay, G: Influence of current density on the erosion of a graphite cathode and electrolytic formation of carbon nanotubes in molten NaCl and LiCl. ELECTROCHIMICA ACTA 54: 26 pp. 6725-6731. 7 p. (2009)
- Baumli, P; Sytchev, J; Budai, I; Szabo, J T; Kaptay, G: Fabrication of carbon fiber reinforced aluminum matrix composites via a titanium-ion containing flux. COMPOSITES PART A-APPLIED SCIENCE AND MANUFACTURING 44 : 1 pp. 47-50. , 4 p. (2013)
- Al-Azzawi, AH; Sytchev, J; Baumli, P: Increasing the Surface Hardness of Cast Iron by Electrodeposition of Borides in Molten Salts. ARCHIVES OF METALLURGY AND MATERIALS 62 : 2 pp. 1015-1018. , 4 p. (2017)